# آلبرتو بتیول
آلبرتو بتیول (ایتالیایی: Alberto Bettiol؛ زادهٔ ۲۹ اکتبر ۱۹۹۳) دوچرخه‌سوار اهل ایتالیا است.
از باشگاه‌هایی که در آن رکاب زده‌است می‌توان به کنندیل–دراپاک، لیکویگاس، و تیم بی‌ام‌سی اشاره کرد.